# Liste der Baudenkmäler in Grabenstätt

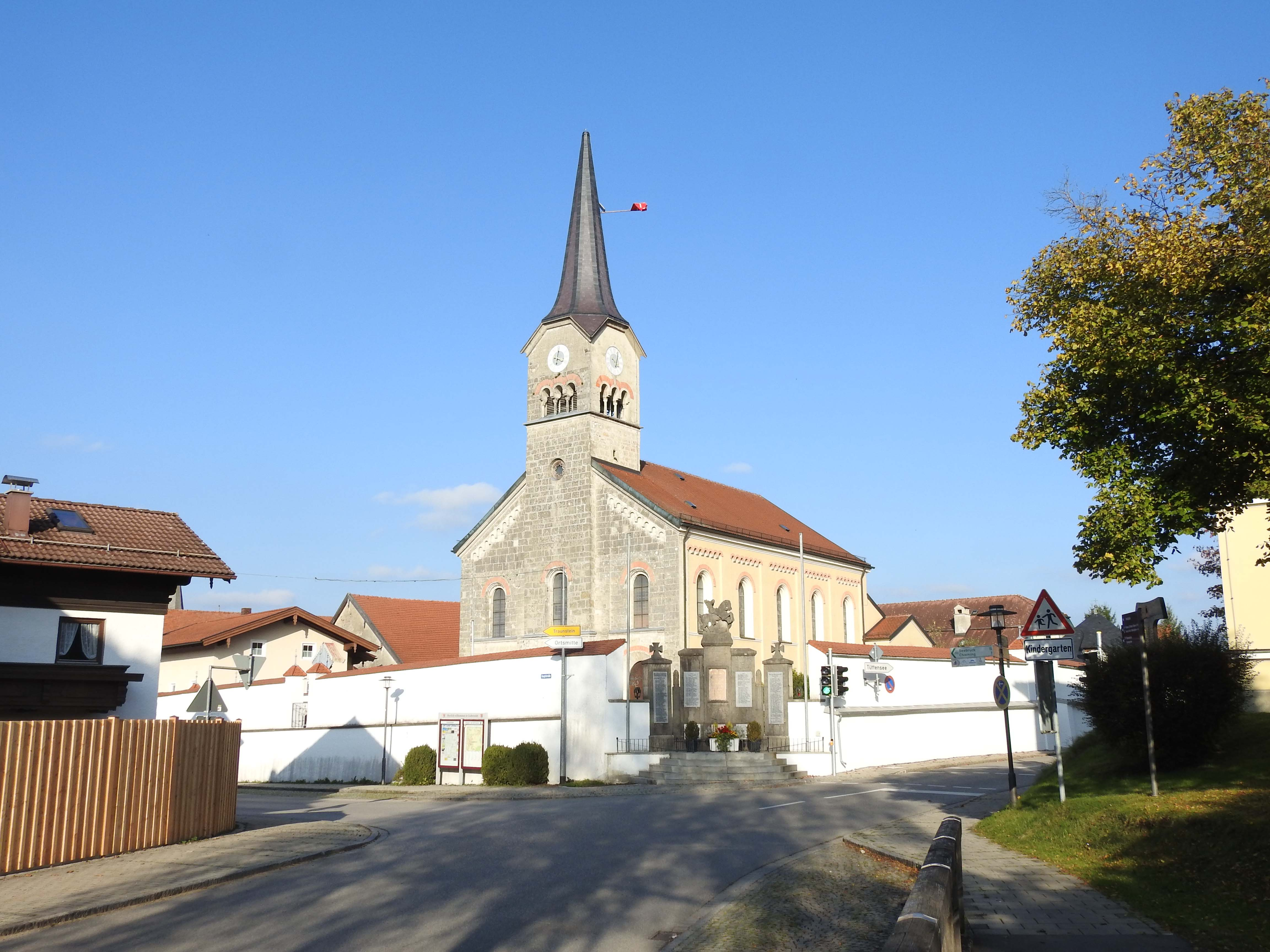
Pfarrkirche St. Maximilian in Grabenstätt

Auf dieser Seite sind die Baudenkmäler in der oberbayerischen Gemeinde Grabenstätt zusammengestellt. Diese Tabelle ist eine Teilliste der Liste der Baudenkmäler in Bayern. Grundlage ist die Bayerische Denkmalliste, die auf Basis des Bayerischen Denkmalschutzgesetzes vom 1. Oktober 1973 erstmals erstellt wurde und seither durch das Bayerische Landesamt für Denkmalpflege geführt wird. Die folgenden Angaben ersetzen nicht die rechtsverbindliche Auskunft der Denkmalschutzbehörde.

## Baudenkmäler nach Ortsteilen

### Grabenstätt
| Lage                                                       | Objekt                                             | Beschreibung | Akten-Nr.              | Bild           |
| ---------------------------------------------------------- | -------------------------------------------------- | --- | ---------------------- | -------------- |
| Am Eichbergfeld 11 (Standort)                              | Steinmarterl                                       | Steinmarterl, ursprünglich in der Überseestraße, wohl 18. Jahrhundert | D-1-89-119-12 Wikidata | BW             |
| Eichbergfeld (Standort)                                    | Bildstock                                          | Bildstock, Marmor, bezeichnet 1571; an der Kalsperger Straße. | D-1-89-119-4 Wikidata  | BW             |
| Hauptstraße 2; Poststraße 2 b (Standort)                   | Stattlicher Einfirsthof mit Mittertenne            | Stattlicher Einfirsthof mit Mittertenne, Wohnteil verputzter Blockbau mit Flachsatteldach, Firstpfette bezeichnet 1823, im Kern wohl älter, Laube und ehemaliger Wirtschaftsteil modern erneuert. | D-1-89-119-2 Wikidata  | BW             |
| Hauptstraße 6 (Standort)                                   | Katholische Filialkirche St. Johann                | Katholische Filialkirche St. Johann, spätgotischer Saalbau mit polygonalem Chor, wohl 2. Hälfte 15. Jahrhundert, 1834 und 1862 erneuert und mit hölzernem Dachreiter versehen; mit Ausstattung. – Auf dem Friedhof gusseiserne Mariensäule zum tausendjährigen Jubiläum der Kirche, flankiert von zwei Kastanienbäumen, bezeichnet 1870. | D-1-89-119-1 Wikidata  | weitere Bilder |
| Hauptstraße 15 (Standort)                                  | Bauernhaus mit Mittertenne und doppelter Widerkehr | Bauernhaus mit Mittertenne und doppelter Widerkehr, Wohnteil dreigeschossig, über dem Eingang zwei klassizistische schmiedeeiserne Balkone, Firstpfette bezeichnet 1833/1994, Wirtschaftsteil Ende 19. Jahrhundert | D-1-89-119-3 Wikidata  | BW             |
| Marktplatz 5 (Standort)                                    | Haustür am Gasthaus                                | Haustür am Gasthaus, mit geschnitztem Dekor, um 1835. | D-1-89-119-6 Wikidata  | BW             |
| Nähe Erlstätter Straße (Standort)                          | Kapellenbildstock                                  | Kapellenbildstock mit rundem Abschluss und vorkragendem Walmdach, 1841; mit Ausstattung; bei Haus Nummer 9. | D-1-89-119-9 Wikidata  | BW             |
| Schloßstraße 15; Schloßstraße 17 (Standort)                | Schloss Grabenstätt                                | Schloss Grabenstätt, dreigeschossiger klassizistischer Walmdachbau, nach Brand 1834 über älterem Kern wiederhergestellt und nach 1862 nochmals erneuert, Portikus an der Südseite von 1924, 1983–85 Umbau zum Rathaus; Einfriedungsmauer längs der Schlossstraße, 19. Jahrhundert                                                        | D-1-89-119-8           | weitere Bilder |
| Schloßstraße 17 (Standort)                                 | Ehemaliger Wirtschaftshof des Schlosses            | Ehemaliger Wirtschaftshof des Schlosses, mit dreiflügeligem Ökonomiegebäude, 19. Jahrhundert | D-1-89-119-50 Wikidata | BW             |
| Tüttenseestraße 1; Marktplatz 14; Marktplatz 11 (Standort) | Katholische Pfarrkirche St. Maximilian             | Katholische Pfarrkirche St. Maximilian, Saalbau in neuromanischen Formen, nach Plan von Gottfried von Neureuther, 1836–49, mit einbezogenem Chor und Turm des 15. Jahrhunderts; mit Ausstattung; Friedhof mit Ummauerung, darin Grabdenkmäler des späten 19. und frühen 20. Jahrhunderts                                                 | D-1-89-119-10 Wikidata | weitere Bilder |
| Tüttenseestraße 2; Eichbergstraße 2 (Standort)             | Pfarrhaus                                          | Pfarrhaus, zweigeschossiger Walmdachbau mit Querfletz und Stichbogenfenstern, erbaut 1836; im Haus zwei Rotmarmorepitaphien, 17. Jahrhundert, und Inschrifttafel, bezeichnet 1545; südlich zweigeschossiger Getreidekasten der ehemaligen Pfarrökonomie, mit Bemalung, bezeichnet 1786.                                                  | D-1-89-119-11 Wikidata | BW             |
| Tüttenseestraße 9 (Standort)                               | Zugehörig im Garten Kapellenbildstock              | Zugehörig im Garten Kapellenbildstock, wohl 19. Jahrhundert | D-1-89-119-51 Wikidata | BW             |

### Bergen
| Lage                    | Objekt                   | Beschreibung | Akten-Nr.              | Bild    |
| ----------------------- | ------------------------ | --- | ---------------------- | ------- |
| Dorfstraße 8 (Standort) | Bauernhaus mit Widerkehr | Obergeschoss und Giebelfeld des Wohnteils in Blockbau, Ende 18. Jahrhundert, Erdgeschoss und Lauben erneuert, Stall mit Kreuzgratgewölben, Widerkehr um 1900. | D-1-89-119-14 Wikidata | BW      |
| Kapellenland (Standort) | Kapelle                  | Kapelle, kleiner Bau mit kreuzförmigem Grundriss und Dachreiter, bezeichnet 1893; mit Ausstattung; an der Landstraße.                                         | D-1-89-119-15 Wikidata | Kapelle |

### Brodeich
| Lage                               | Objekt  | Beschreibung                                                                   | Akten-Nr.              | Bild |
| ---------------------------------- | ------- | ------------------------------------------------------------------------------ | ---------------------- | ---- |
| Brodeich 1; In Brodeich (Standort) | Kapelle | Kapelle, Rechteckbau mit Satteldach, neugotisch, erbaut 1852; mit Ausstattung. | D-1-89-119-17 Wikidata | BW   |

### Buch
| Lage                 | Objekt     | Beschreibung | Akten-Nr.              | Bild |
| -------------------- | ---------- | --- | ---------------------- | ---- |
| Flur Buch (Standort) | Hofkapelle | Hofkapelle, sogenannte Klingerkapelle, kleiner Bau mit polygonalem Schluss, neugotisch, im Innern bezeichnet 1869; mit Ausstattung. | D-1-89-119-18 Wikidata | BW   |

### Erlstätt
| Lage                                                | Objekt                                                  | Beschreibung | Akten-Nr.              | Bild           |
| --------------------------------------------------- | ------------------------------------------------------- | --- | ---------------------- | -------------- |
| Bergener Straße 2 (Standort)                        | Wohnhaus                                                | Wohnhaus, kleiner Bau mit Walmdach und spätklassizistischer Putzgliederung, Mitte 19. Jahrhundert | D-1-89-119-21 Wikidata | BW             |
| Bergener Straße 4; Traunsteiner Straße 3 (Standort) | Katholische Pfarrkirche St. Peter und Paul im Thale     | spätgotischer Quaderbau mit Westturm, spätes 15. Jahrhundert, Turmobergeschoss barock; mit Ausstattung; Kirchhofmauer mit Grabnischen. | D-1-89-119-20 Wikidata | weitere Bilder |
| Bergener Straße 14 (Standort)                       | Bauernhaus mit Mittertenne und beidseitigem Hakenschopf | Bauernhaus mit Mittertenne und beidseitigem Hakenschopf, Wohnteil mit hohem Kniestock und flach geneigtem Sieben-Pfettendach, Hochlaube mit gesägter Brüstung, Türgewände bezeichnet 1857, Stall mit Kreuzgratgewölben, zeitgleich.              | D-1-89-119-22 Wikidata | BW             |
| Bergener Straße 15; Bergener Straße 17 (Standort)   | Bauernhaus mit Mittertenne und beidseitiger Widerkehr   | Bauernhaus mit Mittertenne und beidseitiger Widerkehr, Wohnteil mit hohem Kniestock und neugotischer Hochlaube, weit auskragendes Sieben-Pfettendach kassettiert und bemalt, Türgewände bezeichnet 1853, Stall mit Kreuzgratgewölben zeitgleich. | D-1-89-119-23 Wikidata | BW             |
| Grabenstätter Straße 6 (Standort)                   | Ehemalige Schule                                        | Ehemalige Schule, zweigeschossiger Massivbau mit hohem Mansarddach über östlichem Teil und Walmdach über Westteil, im Heimatstil mit Jugendstilanklängen, erbaut nach Plänen des Bezirkstechnikers Graf, Traunstein, 1909–10.                    | D-1-89-119-52 Wikidata | BW             |
| Hochgernstraße 7 (Standort)                         | Zuhaus                                                  | Zuhaus, zweigeschossig mit Putzgliederung und Flachsatteldach, um 1842, Wirtschaftsteil erneuert; zu Hochgernstraße 8 gehörig. | D-1-89-119-24 Wikidata | BW             |
| Hochgernstraße 8 (Standort)                         | Bauernhaus mit Mittertenne und beidseitiger Widerkehr   | Bauernhaus mit Mittertenne und beidseitiger Widerkehr, Wohnteil mit Lünettenkniestock und flach geneigtem Sieben-Pfettendach, neugotischer Hochlaube und Resten der urspr. Putzgliederung, Türgewände bezeichnet 1842.                           | D-1-89-119-25 Wikidata | BW             |

### Hirschau
| Lage                   | Objekt                                   | Beschreibung | Akten-Nr.              | Bild |
| ---------------------- | ---------------------------------------- | --- | ---------------------- | ---- |
| Hirschau 5 (Standort)  | Zugehörig eingeschossiger Getreidekasten | Zugehörig eingeschossiger Getreidekasten, wohl 2. Hälfte 19. Jahrhundert, in Widerkehr einbezogen.                                  | D-1-89-119-53 Wikidata | BW   |
| In Hirschau (Standort) | Bildstock                                | Bildstock, Rotmarmor, 16./17. Jahrhundert; nördlich des Ortes.                                                                      | D-1-89-119-7 Wikidata  | BW   |
| In Hirschau (Standort) | Hofkapelle                               | Hofkapelle, kleiner Bau mit offener Altarnische und rundem Abschluss, 1. Hälfte 19. Jahrhundert; mit Ausstattung; zu Haus Nummer 5. | D-1-89-119-26 Wikidata | BW   |

### Kalsperg
| Lage                  | Objekt    | Beschreibung                                                                    | Akten-Nr.              | Bild |
| --------------------- | --------- | ------------------------------------------------------------------------------- | ---------------------- | ---- |
| Kalsperg 1 (Standort) | Bildstock | Bildstock, hölzerner Aufsatz mit Bildnischen, 18. Jahrhundert, Schaft erneuert. | D-1-89-119-28 Wikidata | BW   |

### Lenthal
| Lage                 | Objekt                                                        | Beschreibung                                                                                       | Akten-Nr.              | Bild |
| -------------------- | ------------------------------------------------------------- | -------------------------------------------------------------------------------------------------- | ---------------------- | ---- |
| Lenthal 1 (Standort) | Zugehöriger kleiner Bundwerkstadel mit massivem Untergeschoss | Zugehöriger kleiner Bundwerkstadel mit massivem Untergeschoss, hölzerner Türstock bezeichnet 1846. | D-1-89-119-29 Wikidata | BW   |

### Marwang
| Lage                          | Objekt                                   | Beschreibung | Akten-Nr.              | Bild |
| ----------------------------- | ---------------------------------------- | --- | ---------------------- | ---- |
| Alte Dorfstraße 23 (Standort) | Bauernhaus mit Mittertenne und Widerkehr | Bauernhaus mit Mittertenne und Widerkehr, Wohnteil mit Lünettenkniestock und breiter Hochlaube, Firstpfette bezeichnet 1830, Türgewände bezeichnet 1837. | D-1-89-119-54 Wikidata | BW   |
| Daxbinderweg 3 (Standort)     | Katholische Lorettokapelle               | Katholische Lorettokapelle, Walmdachbau mit großen Rundbogenöffnungen, erbaut 1648, Ausgestaltung im 19. Jahrhundert, 1939 und 1976–79; mit Ausstattung. | D-1-89-119-30 Wikidata | BW   |
| Daxbinderweg 5 (Standort)     | Ehemaliges Schwesternheim                | Ehemaliges Schwesternheim, vormals Benefiziatenhaus, massiver zweigeschossiger Wohnbau mit Kniestock und Flachsatteldach, wohl Anfang 19. Jahrhundert    | D-1-89-119-31 Wikidata | BW   |

### Niederndorf
| Lage                     | Objekt                      | Beschreibung | Akten-Nr.              | Bild |
| ------------------------ | --------------------------- | --- | ---------------------- | ---- |
| Niederndorf 7 (Standort) | Einfirsthof mit Mittertenne | Einfirsthof mit Mittertenne, Wohnteil mit Blockbau-Obergeschoss, erneuerten Lauben und weit vorkragendem Sieben-Pfettendach, Firstpfette bezeichnet 1795, im Kern älter. | D-1-89-119-32 Wikidata | BW   |

### Osterbuchberg
| Lage                        | Objekt         | Beschreibung                                                                                               | Akten-Nr.              | Bild |
| --------------------------- | -------------- | --- | ---------------------- | ---- |
| In Osterbuchberg (Standort) | Lourdeskapelle | Lourdeskapelle, kleiner Bau mit polygonalem Schluss und Dachreiter, Ende 19. Jahrhundert; mit Ausstattung. | D-1-89-119-33 Wikidata | BW   |
| Osterbuchberg 7 (Standort)  | Wegkreuz       | Wegkreuz, Gusseisen, Ende 19. Jahrhundert                                                                  | D-1-89-119-42 Wikidata | BW   |

### Sossau
| Lage                 | Objekt    | Beschreibung | Akten-Nr.              | Bild |
| -------------------- | --------- | --- | ---------------------- | ---- |
| Sossau 31 (Standort) | Bildstock | Bildstock, Rotmarmor 16./17. Jahrhundert, in der Nische Relief aus Gusseisen, 19. Jahrhundert; östlich des Gutshofes. | D-1-89-119-55 Wikidata | BW   |

### Stadeln
| Lage                  | Objekt                                | Beschreibung | Akten-Nr.              | Bild |
| --------------------- | ------------------------------------- | --- | ---------------------- | ---- |
| Stadeln 26 (Standort) | Bauernhaus mit beidseitiger Widerkehr | Bauernhaus mit beidseitiger Widerkehr, Wohnteil mit hohem Blockbau-Obergeschoss und Balusterlauben, Dach erneuert, ehemalige Firstpfette bezeichnet 1745, Stall mit Kreuzgratgewölben, Ende 19. Jahrhundert | D-1-89-119-34 Wikidata | BW   |

### Winkl bei Grabenstätt
| Lage                                  | Objekt        | Beschreibung | Akten-Nr.              | Bild |
| ------------------------------------- | ------------- | --- | ---------------------- | ---- |
| Flur Winkl bei Grabenstätt (Standort) | Kapelle       | Kapelle, Bau mit rundem Abschluss und von Säulen flankierter Öffnung, 18. Jahrhundert; gegenüber dem Schloss, an der Straße.                   | D-1-89-119-36 Wikidata | BW   |
| Winkl 11 (Standort)                   | Schloss Winkl | Schloss Winkl, schlichter Rechteckbau mit mittigem Erkervorbau und Schopfwalmdach, 2. Hälfte 18. Jahrhundert, im Kern älter, 1994 ausgebrannt. | D-1-89-119-35 Wikidata | BW   |

### Zeiering
| Lage                                | Objekt                                                                 | Beschreibung | Akten-Nr.              | Bild |
| ----------------------------------- | ---------------------------------------------------------------------- | --- | ---------------------- | ---- |
| In Zeiering; Zeiering 15 (Standort) | Hofkapelle                                                             | Hofkapelle, kleiner Bau mit halbrunder Apsis, Schopfwalm und Dachreiter, neugotisch, um 1840; mit Ausstattung; zu Dorfstraße 3.                                                                        | D-1-89-119-37 Wikidata | BW   |
| Zeiering 4 (Standort)               | Bauernhaus                                                             | Bauernhaus, Wohnteil mit hohem Kniestock und Hochlaube mit gusseiserner Brüstung, hölzernes Türgewände bezeichnet 1865, Stall mit Böhmischen Kappen und anschließender Quertenne; Hausfigur hl. Georg. | D-1-89-119-40 Wikidata | BW   |
| Zeiering 14 (Standort)              | Bauernhaus (ehemals Zuhaus von Haus Nummer 15) mit doppelter Widerkehr | Bauernhaus (ehemals Zuhaus von Haus Nummer 15) mit doppelter Widerkehr, Wohnteil mit Lünettenkniestock, Hochlaube und Schopfwalmdach, Mitte 19. Jahrhundert, Widerkehr modern ausgebaut.               | D-1-89-119-38 Wikidata | BW   |
| Zeiering 15 (Standort)              | Bauernhaus mit doppelter Widerkehr                                     | Bauernhaus mit doppelter Widerkehr, Wohnteil mit hohem Kniestock und weit vorkragendem Sieben-Pfettendach, Marmorportal und Putzgliederungen, um 1870/80.                                              | D-1-89-119-39 Wikidata | BW   |

## Ehemalige Baudenkmäler
In diesem Abschnitt sind Objekte aufgeführt, die früher einmal in der Denkmalliste eingetragen waren, jetzt aber nicht mehr. Objekte, die in anderem Zusammenhang also z. B. als Teil eines Baudenkmals weiter eingetragen sind, sollen hier nicht aufgeführt werden. Aktennummern in diesem Abschnitt sind ehemalige, jetzt nicht mehr gültige Aktennummern.

| Lage                    | Objekt                                                                | Beschreibung | Akten-Nr.              | Bild |
| ----------------------- | --------------------------------------------------------------------- | --- | ---------------------- | ---- |
| Alpenblick 3 (Standort) | Bauernhaus mit Widerkehr                                              | Wohnteil zweigeschossig mit hohem Kniestock, Putzgliederung und zwei Gusseisen-Balkonen, am Türgewände bezeichnet 1844, Dach erneuert.                                                                 | D-1-89-119-13 Wikidata | BW   |
| Hirschau 78 (Standort)  | Zugehöriger Stadel mit asymmetrischem Sieben-Pfettendach und Bundwerk | Zugehöriger Stadel mit asymmetrischem Sieben-Pfettendach und Bundwerk, bezeichnet 1838, einbezogen zweigeschossiger Getreidekasten, Erdgeschoss 17. Jahrhundert, Obergeschoss mit Bemalung, wohl 1838. | D-1-89-119-27 Wikidata | BW   |